# Gare de Guimiliau
Gare de Guimiliau vasútállomás Franciaországban, Guimiliau településen.

## Vasútvonalak
Az állomást az alábbi vasútvonalak érintik:
- Párizs–Brest-vasútvonal

## Kapcsolódó állomások
A vasútállomáshoz az alábbi állomások vannak a legközelebb:
- Gare de Landivisiau (Gare de Brest, Párizs–Brest-vasútvonal)
- Gare de Saint-Thégonnec (Paris Gare Montparnasse, Párizs–Brest-vasútvonal)